# FK Olimpik Donetsk
Futbolnij klub Olimpik är en fotbollsklubb i Donetsk i Ukraina. Klubben spelar i Premjer-liha – den ukrainska ligans högstadivision.

## Historia
FK Olimpik grundades 2001.

## Placering tidigare säsonger
| Säsong  | Nivå | Liga         | Placering | Webbplats | Notering                           |
| ------- | ---- | ------------ | --------- | --------- | ---------------------------------- |
| 2011/12 | 2    | Perša liha   | 12        | [ 1 ]     |                                    |
| 2012/13 | 2    | Perša liha   | 11        | [ 2 ]     |                                    |
| 2013/14 | 2    | Perša liha   | 1         | [ 3 ]     |                                    |
| 2014/15 | 1    | Premjer-liha | 8         | [ 4 ]     |                                    |
| 2015/16 | 1    | Premjer-liha | 9         | [ 5 ]     |                                    |
| 2016/17 | 1    | Premjer-liha | 4         | [ 6 ]     |                                    |
| 2017/18 | 1    | Premjer-liha | 9         | [ 7 ]     |                                    |
| 2018/19 | 1    | Premjer-liha | 9         | [ 8 ]     |                                    |
| 2019/20 | 1    | Premjer-liha | 9         | [ 9 ]     |                                    |
| 2020/21 | 1    | Premjer-liha | 13        | [ 10 ]    |                                    |
| 2021/22 | 2    | Perša liha   |           | [ 11 ]    | Rysslands invasion av Ukraina 2022 |

## Trupp 2019
Uppdaterad: 15 april 2019
| Nr | Land    | Pos | Namn                |
| -- | ------- | --- | ------------------- |
| 1  | Ukraina | MV  | Volodymyr Krynskyi  |
| 4  | Ukraina | F   | Dmytro Hryshko      |
| 5  | Ukraina | F   | Illya Tymoshenko    |
| 7  | Ukraina | MF  | Ivan Sondey         |
| 8  | Ukraina | MF  | Serhiy Politylo     |
| 9  | Ukraina | MF  | Oleksiy Gai         |
| 12 | Kosovo  | MV  | Betim Halimi        |
| 13 | Ukraina | MF  | Vitaliy Koltsov     |
| 17 | Ukraina | MF  | Vitaliy Balashov    |
| 20 | Nigeria | F   | Darlington Igwekali |
| 24 | Nigeria | MF  | David Enogela       |
| 25 | Senegal | A   | Matar Dieye         |
| 33 | Ukraina | MF  | Andriy Kravchuk     |

| Nr | Land      | Pos | Namn                               |
| -- | --------- | --- | ---------------------------------- |
| 37 | Ukraina   | MV  | Kostyantyn Makhnovskyi (fra Desna) |
| 41 | Ukraina   | MF  | Hennadiy Pasich                    |
| 42 | Ukraina   | MF  | Yevhen Pasich                      |
| 44 | Ukraina   | MF  | Yevhen Tsymbalyuk                  |
| 47 | Ukraina   | F   | Roman Vantukh (fra Dynamo)         |
| 63 | Frankrike | MF  | Maxime Do Couto Teixeira           |
| 71 | Ukraina   | MV  | Dani Junior Ltayf                  |
| 74 | Ukraina   | F   | Ihor Snurnitsyn                    |
| 77 | Ukraina   | A   | Maksym Dehtyarev                   |
| 78 | Ukraina   | MF  | Pavlo Ksyonz                       |
| 88 | Ukraina   | MF  | Rinar Valeyev                      |
| 97 | Ukraina   | F   | Yehor Klymenchuk                   |
|    | Ukraina   | MF  | Vladyslav Sharay                   |